# マーク・ワイザー
マーク・ワイザー（Mark Weiser, 1952年7月23日 - 1999年4月27日）はパロアルト研究所の技術主任であった人物であり、一般的にはユビキタスコンピューティングの祖として知られている。
イリノイ州シカゴ郊外で生まれる。ミシガン大学でコンピューターとコミュニケーション・サイエンスの修士・博士号取得後、メリーランド大学のコンピューター・サイエンス学部で12年間教鞭をとる。
1988年に「PCに代わる、日常のあらゆる物に埋め込まれた見えないコンピュータ」を提唱し、後にユビキタスコンピューティングの創始者と言われる。
IEEE Computer SocietyとACM（国際計算機学会）のメンバー。